# Juan Minujín
Juan Gervasio Minujín (Buenos Aires; 20 de maig de 1975) és un actor i director argentí. És nebot de l'artista plàstica Marta Minujín.

## Carrera
Es va formar com a actor amb Cristina Banegas, Alberto Ure, Pompeyo Audivert, Julio Chávez i Guillermo Angelelli. En 1996 comença a treballar en teatre. Entre 1997 i 1998 es trasllada a Londres, on completa la seva formació. A partir de l'any 2000 ho fa com a actor convidat amb el grup El Descueve, amb el qual participa en gires per Amèrica Llatina i Europa.

## Filmografia

### Cinema
| Any  | Pel·lícula                                   | Personatge                   | Director                          | Notes                 |
| ---- | -------------------------------------------- | ---------------------------- | --------------------------------- | --------------------- |
| 1994 | Fuego gris                                   |                              | Pablo César                       |                       |
| 1995 | Comix, cuentos de amor, de video y de muerte |                              | Jorge Coscia                      |                       |
| 1996 | Ayer fui al cine con Marta y no entendí nada |                              |                                   | Curtmetratge          |
| 1997 | Quereme así (Piantao)                        |                              | Eliseo Álvarez                    |                       |
| 2004 | El abrazo partido                            |                              | Daniel Burman                     |                       |
| 2004 | La misión                                    | Juan Soria                   |                                   | Migmetratge           |
| 2005 | Un año sin amor                              | Pablo Pérez                  | Anahí Berneri                     |                       |
| 2005 | Stephanie                                    |                              |                                   |                       |
| 2006 | Sofacama                                     | Denis                        |                                   |                       |
| 2007 | Ciudad en celo                               | Sebastián                    | Hernán Gaffet                     |                       |
| 2007 | El cielo elegido                             | Pablo                        |                                   |                       |
| 2007 | Guacho                                       | Jove Minujín                 | Juan Minujín                      | Curtmetratge          |
| 2008 | Historias extraordinarias                    | Narrador                     | Mariano Llinás                    |                       |
| 2008 | Cordero de Dios                              | Paco                         | Lucía Cedrón                      |                       |
| 2009 | Toda la gente sola                           |                              | Santiago Giralt                   |                       |
| 2009 | Zenitram                                     | Rubén Martínezn/ Zenitram    |                                   |                       |
| 2010 | Eva & Lola                                   | Lucas                        | Sabrina Farji                     |                       |
| 2011 | Vaquero                                      | Julián Lamar                 | Juan Minujín                      |                       |
| 2012 | Dos más dos                                  | Richard                      | Diego Kaplan                      |                       |
| 2012 | Ni un hombre más                             | Ricky                        |                                   |                       |
| 2015 | Focus                                        | Marcello                     | Glenn Ficarra i John Requa        |                       |
| 2015 | Pistas para volver a casa                    | Pascual                      | Jazmín Stuart                     |                       |
| 2017 | Los que aman, odian                          | Atuel                        | Alejandro Maci                    |                       |
| 2017 | Zama                                         | Ventura Prieto               | Lucrecia Martel                   |                       |
| 2017 | Los últimos románticos                       | El Perro                     | Gabriel Drak                      |                       |
| 2018 | El amor menos pensado                        | Anselmo                      | Juan Vera                         |                       |
| 2018 | Recreo                                       | Mariano                      | Hernán Guerschuny y Jazmín Stuart |                       |
| 2019 | The Two Popes                                | Jorge Mario Bergoglio (jove) | Fernando Meirelles                |                       |
| 2019 | Las buenas intenciones                       | Guillermo                    | Ana García Blaya                  |                       |
| 2022 | La ira de Dios                               | Esteban Rey                  | Sebastián Schindel                | Pel·lícula de Netflix |
| 2022 | El suplente                                  | Lucio                        | Diego Lerman                      |                       |
| 2022 | Matrimillas                                  | Fede                         | Sebastián De Caro                 | Pel·lícula de Netflix |

### Televisió
| Any             | Títol                                    | Personatge                                 | Canal                |
| --------------- | ---------------------------------------- | ------------------------------------------ | -------------------- |
| 1995            | Poliladron                               | Policía                                    | El Trece             |
| 2003            | Son amores                               | Mauro                                      | El Trece             |
| 2003            | Hospital público                         | Pablo                                      | America TV           |
| 2005            | Teikirisi                                | Diversos personatges                       | Telefe               |
| 2005            | Numeral 15                               | Juan "Ep: La última llamada"               | Telefe               |
| 2006            | Al límite                                | Jerry "Ep: Entreactos"                     | Telefe               |
| 2006            | Mujeres asesinas 2                       | Costurero "Ep: Ema, costurera"             | El Trece             |
| 2006            | Mujeres asesinas 2                       | Luis "Ep: Sandra, confundida"              | El Trece             |
| 2007            | 9mm, crímenes a la medida de la historia | Octavio                                    | Canal de la Ciudad   |
| 2009            | Epitafios                                | Mariano Lagos                              | El Trece / HBO       |
| 2009            | Tratame bien                             | Mauricio Ríos                              | El Trece             |
| 2010            | Ciega a citas                            | Ángel Carrizo                              | TV Pública           |
| 2011            | Los Únicos                               | Hassan Mavarek                             | El Trece             |
| 2012-2013       | Tiempos compulsivos                      | Ezequiel Lambert                           | El Trece             |
| 2013-2014       | Solamente vos                            | Félix Month                                | El Trece             |
| 2014-2015       | Viudas e hijos del rock and roll         | Segundo "Second" Arostegui                 | Telefe               |
| 2016, 2019-2022 | El marginal                              | Miguel Palacios / Osvaldo "Pastor" Peña    | TV Pública / Netflix |
| 2016            | La última hora                           | Popey "Ep3: La adrenalina del anestesista" | TV Pública           |
| 2016, 2022      | Loco por vos                             | Pablo Wainsten                             | Telefe / Paramount+  |
| 2018            | Cien días para enamorarse                | Gastón Guevara                             | Telefe               |
| 2020            | Los internacionales                      | Maximiliano                                | Telefe               |
| 2020            | Casi feliz                               | Tomás                                      | Netflix              |
| TBA             | Sèrie anunciada sobre Carlos Menem       | TBA                                        | Prime Video          |

## Teatre
- La Verdad - Dir. Ciro Zorzoli.
- Venus en piel - Dir. Javier Daulte.
- El principio de Arquímedes.
- Living-Todos Felices - Dir. Oscar Martínez.
- Jardín-Todos Felices - Dir. Oscar Martínez.
- Comedor-Todos Felices - Dir. Oscar Martínez.
- El Pasado es un Animal Grotesco - M. Pensotti.
- Sucio - Dir. Ana Frenkel / M. Pensotti.
- Cuchillos en gallinas Dir.: A. Tantanian.
- Rebenque Show.
- Vapor - Dir. Mariano Pensotti.
- Conferencia - Dir. Martin Bauer (estrenada a Berlín).
- El Malogrado - Dir. Martin Bauer.
- Hermosura - Gira Europea.
- Patito Feo - Grupo de Teatro El Descueve.
- Hermosura - Grupo de teatro El Descueve.
- El pasajero del barco del sol.
- Espumantes.
- Edipo Rey de Hungría.
- Luna - Dir. Marcelo Katz.
- Las Troyanas.
- Hamlet.
- La Funerala.
- Nada & Ave.
- La Verdad

## Videoclips
| Any  | Artista                          | Cançó              | Director             | Notes                                                       |
| ---- | -------------------------------- | ------------------ | -------------------- | ----------------------------------------------------------- |
| 2012 | Calle 13                         | La vuelta al mundo | Juan José Campanella | Coprotagonitzat amb Soledad Fandiño                         |
| 2015 | La Taza Calva                    | Viernes            |                      | Coprotagonitzat amb Paola Barrientos i Darío Sztajnszrajber |
| 2018 | Tini Stoessel i Cali & el Dandee | Por qué te vas     |                      | Coprotagonitzat amb Celeste Cid                             |
| 2023 | Lali Espósito                    | Obsesión           |                      | Coprotagonitzat amb Lali                                    |

## Premis i nominacions

### Premis de cinema
| Premis Cóndor de Plata | Premis Cóndor de Plata      | Premis Cóndor de Plata | Premis Cóndor de Plata | Premis Cóndor de Plata |
| Any                    | Categoria                   | Treball nominat        | Resultat               | Ref.                   |
| ---------------------- | --------------------------- | ---------------------- | ---------------------- | ---------------------- |
| 2006                   | Revelació masculina         | Un año sin amor        | Nominat                | [ 4 ]                  |
| 2009                   | Millor actor de repartiment | Cordero de Dios        | Nominat                | [ 5 ]                  |
| 2012                   | Millor opera prima          | Vaquero                | Nominat                | [ 6 ]                  |
| 2013                   | Millor actor de repartiment | Dos más dos            | Nominat                | [ 7 ]                  |
| 2023                   | Millor actor protagonista   | El suplente            | Nominat                | [ 8 ]                  |

| Premis Sur | Premis Sur                  | Premis Sur      | Premis Sur | Premis Sur |
| Any        | Categoria                   | Treball nominat | Resultat   | Ref.       |
| ---------- | --------------------------- | --------------- | ---------- | ---------- |
| 2008       | Millor actor de repartiment | Cordero de Dios | Guanyador  | [ 9 ]      |
| 2011       | Millor opera prima          | Vaquero         | Nominat    | [ 10 ]     |
| 2012       | Millor actor de repartiment | Dos más dos     | Nominat    | [ 11 ]     |
| 2023       | Millor actor                | El suplente     | Nominat    | [ 12 ]     |

### Premis de televisió
| Premis Martín Fierro | Premis Martín Fierro                  | Premis Martín Fierro             | Premis Martín Fierro | Premis Martín Fierro |
| Any                  | Categoria                             | Treball nominat                  | Resultat             | Ref.                 |
| -------------------- | ------------------------------------- | -------------------------------- | -------------------- | -------------------- |
| 2014                 | Millor actor de repartiment           | Solamente vos                    | Nominat              | [ 13 ]               |
| 2015                 | Millor actor de ficció diària         | Viudas e hijos del rock and roll | Guanyador            | [ 14 ]               |
| 2017                 | Millor actor d’unitari i/o minis+erie | El marginal                      | Nominat              | [ 15 ]               |
| 2019                 | Millor actor de ficció diària         | Cien días para enamorarse        | Guanyador            | [ 16 ]               |

| Premis Tato | Premis Tato                            | Premis Tato         | Premis Tato | Premis Tato |
| Any         | Categoria                              | Treball nominat     | Resultat    | Ref.        |
| ----------- | -------------------------------------- | ------------------- | ----------- | ----------- |
| 2012        | Millor actor de repartiment en unitari | Tiempos compulsivos | Nominat     | [ 17 ]      |
| 2013        | Millor actor de repartiment            | Solamente vos       | Guanyador   | [ 18 ]      |
| 2016        | Millor actor protagonista en drama     | El marginal         | Guanyador   | [ 19 ]      |
| 2016        | Millor actor protagonista en comèdia   | Loco por vos        | Nominat     | [ 20 ]      |